# Роден, Шон
Шон Роден (англ. Shawn Rhoden; 2 апреля 1975, Кингстон — 6 ноября 2021, США) — профессиональный культурист, победитель конкурса «Мистер Олимпия 2018».
12 июня 2019 года на официальном сайте Мистер Олимпия появилось сообщение о том, что Шон Роден отстранён от участия в соревнованиях Мистер Олимпия 2019 и во всех последующих соревнованиях Мистер Олимпия в связи с обвинением в изнасиловании. Шон Роден отрицал все обвинения.
6 ноября 2021 года скончался от сердечного приступа в возрасте 46 лет.

## История выступлений
- Мистер Олимпия 2018 1 место
- Мистер Олимпия 2017 5 место
- Мистер Олимпия Европа 2016 2 место
- Арнольд Классик Европа 2016 4 место
- Мистер Олимпия 2016 2 место
- Арнольд Классик 2015 2 место
- Мистер Олимпия 2015 3 место
- Мистер Олимпия 2014 3 место
- Гран При Австралии 2014 1 место
- Арнольд Классик 2014 2 место
- Арнольд Классик Европа 2013 4 место
- Мистер Олимпия 2013 4 место
- Прага Про 2012 2 место
- Гран При Англии 2012 1 место
- Арнольд Классик Европа 2012 1 место
- Мистер Олимпия 2012 3 место
- Европа Супершоу 2012 1 место
- Про Бодибилдинг Уикли 2012 1 место
- Арнольд Классик 2012 8 место
- Флекс Про 2012 4 место
- Мистер Олимпия 2011 11 место
- Европа Супершоу 2011 3 место
- Европа Супершоу 2010 16 место
- Нашионалс 2002 14 место в категории Тяжёлый вес

## Шон Роден в профессиональных рейтингах
| Место | Рейтинг                                                      | Дата рейтинга |
| ----- | ------------------------------------------------------------ | ------------- |
| 3     | Рейтинг мужчин профессионалов IFBB по бодибилдингу 2013 года | 31.03.2013    |
| 13    | Рейтинг мужчин профессионалов IFBB по бодибилдингу 2011 года | 01.10.2011    |
| 33    | Рейтинг мужчин профессионалов IFBB по бодибилдингу 2011 года | 01.09.2011    |